# Renenutet
Renenutet (hay Termuthis, Ernutet, Renenet) là nữ thần đầu rắn coi sóc mùa màng và công việc thu hoạch của Ai Cập cổ đại. Bà cũng thường xuất hiện dưới lốt của một con rắn hổ mang (như Meretseger), đội vương miện với đĩa mặt trời. Nhưng dưới địa ngục, Renenutet là một con rắn hung dữ có thể giết chết bất cứ ai chỉ với một cái nhìn.
Bà được thờ cúng tại Terenuthis (Tarrana hiện đại), thành phố được đặt theo tên bà, về sau lan rộng khắp Hạ Ai Cập và sáp nhập vào nữ thần Wadjet.

## Thần thoại
Renenutet là mẹ của thần rắn Nehebkau, vị thần gác cổng địa ngục và bảo vệ Ra mỗi đêm; bà cũng là mẹ của thần rắn Nepri, thần ngũ cốc. Renenutet được cho là vợ của thần cá sấu Sobek, đôi khi là một người vợ bé của thần đất Geb. Renenutet và Shai cũng được miêu tả là "Cánh tay của Thoth", và họ thường xuất hiện trong cảnh "cân tim" dưới địa ngục.
Bà cũng đặt số mệnh cho mỗi đứa trẻ mới sinh, điều này khiến trở thành cộng sự với thần Shai - thần quyết định tuổi thọ. Renenutet bảo vệ mọi đứa trẻ tránh khỏi lời nguyền, thể hiện một khía cạnh của nữ thần Meskhenet. Ramesses II tuyên bố rằng, ông là "Chúa tể của Shai và Đấng sáng tạo của Renenutet", nắm quyền quyết định số mệnh của mình.
Theo những dòng văn tự cổ, bà là vị thần của sự sung túc và may mắn. Những con rắn thường xuất hiện trên khắp đồng ruộng, lùng bắt lũ chuột phá hoại mùa màng. Vì vậy, bà cũng là vị thần bảo vệ mùa màng và thóc lúa, được biết với nhiều tên gọi: "Nữ thần của kho lúa" hay "Nữ thần của những cánh đồng màu mỡ".
Bà là người bảo vệ linh hồn của các pharaoh khi họ đi qua địa ngục. Theo thần thoại, Renenutet đã nhuộm những cuộn vải quấn xác ướp bằng một sức mạnh ma thuật, vì vậy bà còn biết đến với danh hiệu "Nữ thần của những tấm áo choàng".

## Thờ cúng
Vào triều đại thứ 12, Amenemhet III và Amenemhet IV đã cho xây dựng một ngôi đền Medinet Madi tại Faiyum để thờ phụng Renenutet và Sobek. Tại đây, những lễ hội vụ mùa được tổ chức hằng năm để tôn vinh nữ thần. Nhiều vật phẩm tốt nhất được dâng lên bà.
Renenutet còn là vị thần đại diện cho tháng thứ 8 theo lịch Ai Cập cổ đại, "Pharmuthi" và là tháng thứ 4 của mùa lũ và mùa thua hoạch.